# Aurel Dumitrescu
Aurel Dumitrescu (ur. 10 sierpnia 1949) – rumuński bokser, dwukrotny medalista mistrzostw Europy. 
Zwyciężył w wadze koguciej (do 54 kg) na mistrzostwach Europy w 1969 w Bukareszcie po pokonaniu w finale Francuza Aldo Cosentino. Zdobył w niej brązowy medal na kolejnych mistrzostwach Europy w 1971 w Madrycie, gdzie pokonał Stefana Panajotowa z Bułgarii i Romana Gotfryda, a w półfinale przegrał z późniejszym mistrzem Tiborem Badarim z Węgier.
Aurel Dumitrescu był mistrzem Rumunii w boksie w wadze koguciej w 1969,1970, 1971 i 1975 oraz brązowym medalistą w wadze piórkowej (do 57 kg) w 1972.